# هیدکازو یوکوهاما
هیدکازو یوکوهاما (انگلیسی: Hidekazu Yokoyama؛ زادهٔ ۷ آوریل ۱۹۷۱) کشتی‌گیر اهل ژاپن است.